# Birgitta Lillpers
Birgitta Lillpers, född 1958 i Orsa, är en svensk författare.
Lillpers betraktar sig främst som lyriker, även om hennes böcker då och då tar sig formen av romaner. Hennes första bok, diktsamlingen Stämnoja, publicerades 1982.
Hon har belönats med flera priser, bland annat Aftonbladets litteraturpris 1990 och Svenska Dagbladets litteraturpris 2004 för diktsamlingen Glömde väl inte ljusets element när du räknade.  2021 fick hon Sveriges Radios Lyrikpris för diktsamlingen Kälda.